# 杭儿风
杭儿风是中国杭州方言杭州话中“跟风”的意思，反映了杭州人的一种比较喜欢凑热闹的心态。杭州的一些汽车、旅游俱乐部就是以“杭儿风”命名。政府和杭州本地的报纸也经常以“杭儿风”形容一些在本地引起轰动的事件，比如西博会、动漫节、休博会。在市民生活中，杭儿风更趋向于解百、杭百大等购物中心流行的款式和打折活动，或者一些特色食品小吃，（曾经）流行的有：土家掉渣饼、臭豆腐、必胜客等等，或者如自驾车出游，去塘栖採枇杷，去余姚和慈溪採杨梅之类的活动。杭儿风然而有时成为市政府搞“面子工程”的贬义词，以及批评杭州人盲目从众，不思进取，小家子气的词汇之一。中共杭州市委书记王国平曾用“杭儿风，一把葱，花簇簇，里头空”形容杭州传统人文特色中颓废的一面。由于一系列大型活动的举办使得“杭儿风”越刮越盛，影响甚至超过本地，“杭儿风”的贬义色彩渐渐淡化，而多了形容杭州人特立独行、勇于创新的成分。